# 340 г. пр.н.е.
340 (триста и четиридесета) година преди новата ера (пр.н.е.) е година от доюлианския (Помпилийски) римски календар.

## Събития

### В Гърция
- Филип II Македонски напада град Перинт, който е подкрепян от Персийската империя и по нареждане на цар Артаксеркс редовно получава провизии и подкрепления от наемници, изпратени от персийските сатрапи.[1]
- Филип завзема Селимбрия и обсажда Византион. Превзема голям флот със зърно, който се подготвя да отплава за Егейско море, в ръцете му попадат и 180 атински кораби. Атина обявява война на Филип. Атинският военачалник Харес се притича на помощ на Византион с 40 военни кораби и успява да прогони македонския флот в Черно море.[2] Филип продължава да поддържа обсадата на града и при започването на зимата, но скоро пристига втора атинска ескадра, ръководена от Фокион, което допълнително подкопава усилията му.[2]
- Атина одобрява Евбейския съюз под хегемонията на Халкида.[3]
- Александър Велики, който действа като регент в Македония, побеждава разбунтувалите се меди и основава град Александрополис на мястото на главния медийски град, като изселва местното население и го населява с хетерогенна маса от заселници. В тези свои действия той следва примера на баща си Филип и завзетия от него тракийски град, който той нарича на себе си Филипополис.[4]

### В Римската република
- Консули са Тит Манлий Империоз Торкват (за III път) и Публий Деций Муз.
- Начало на Втората латинска война. Консулите побеждават латините и кампаните в битка край Везувий, в която Деций Муз загива геройски.[5]
- След още една победа, постигната от консула Манлий, бунтовниците се предават, а латинските земи на Привернум и Фалерии са конфискувани, както и територията на Капуа до река Волтурнус. Лоялните конници от Кампания получават римско гражданство, но градовете им са задължени да плащат дан.[5]

## Родени
- Апий Клавдий Цек, виден римски политик и държавник († 273 г. пр.н.е.)
- Чандрагупта, основател на империята Маурия († 298 г. пр.н.е.)

## Починали
- Ментор Родоски, гръцки наемник и военачалник (* 385 г. пр.н.е.)
- Публий Деций Муз, консул през тази година